# Numitor
Numitor – w mitologii rzymskiej król latyńskiego miasta Alba Longa, syn Prokasa, ojciec Rei Sylwii, dziad Romulusa i Remusa.
Pozbawiony władzy przez swego brata Amuliusa, odzyskał ją przy pomocy wnuków Romulusa i Remusa.